# Boluda Total
Boluda Total es el título de un sketch y el apodo de un personaje creado por el comediante argentino Fabio Alberti que satiriza a ciertas conductoras y programas de televisión, en especial aquellos dirigidos a una audiencia femenina, caracterizadas por la intrascendencia de las temáticas que abordan y la simpleza de sus observaciones. El personaje se ha vuelto una referencia de culto para amplios sectores de la juventud sudamericana.

## Origen
El origen del sketch, su formato, estilo y dinámica, derivan de otro denominado "Mañanas al pedo", que se incluía en el Programa "Cha Cha cha" (idea de Alfredo Casero). En él, Fabio Alberti, interpretaba un personaje de idénticas características pero con otro nombre (y otra peluca).
El personaje apareció por primera vez en el programa de humor Todo por dos pesos, transmitido originalmente en 1999 por Azul Televisión, denominación que entonces llevaba Canal 9, y luego por Canal 7 hasta 2002 y liderado por el propio Alberti junto a Diego Capusotto.
El personaje tuvo un retorno en el año 2004, en el programa de Susana Giménez (por Telefe), aunque solo duró cuatro emisiones.
En 2007 el personaje reapareció con mucho éxito en el programa El Resumen de los Medios (RSM), dirigido por Mariana Fabbiani, que se transmitió diariamente de lunes a viernes, a las 20:30 horas, por América TV (Canal 2) de Buenos Aires.
Fabio Alberti ha declarado que para crear el personaje se inspiró en Cecilia Zuberbühler, una tradicional conductora de programas para la mujer de la televisión de cable de Argentina.

## Nombre
Si bien «boludo» es un insulto y una mala palabra característica del lunfardo argentino, utilizada originalmente para referirse a alguien inútil (en el presente es usual entre los jóvenes su utilización no agresiva para llamar o dirigirse a un interlocutor), Boluda Total es una expresión utilizada específicamente para referirse a alguien extremadamente tonto e inútil, generalmente en femenino.
El personaje creado por Fabio Alberti se llama en realidad Coty Nosiglia, ironía a su vez tomada del nombre de un influyente político radical, Enrique "Coti" Nosiglia. El apodo de Boluda Total, hasta confundirlo con el nombre propio del personaje, lo ha ido ganando progresivamente. Inicialmente, Boluda Total era el nombre del supuesto programa de cable que Coty Nosiglia dirigía, dirigido a una audiencia femenina,  en el que la conductora cometía torpeza tras torpeza y los camarógrafos, sonidistas y demás trabajadores presentes en el estudio le gritaban al aire, a modo de insulto, «¡bien, boluda!», a lo que Coty Nosiglia respondía sólo con una sonrisa tonta, como sin percatarse que la estaban insultando duramente.
Con el tiempo Boluda Total se ha vuelto el sobrenombre mismo de Coty Nosiglia, al punto que quienes se relacionan con ella la tratan cariñosamente de Boluda.

## Características del personaje

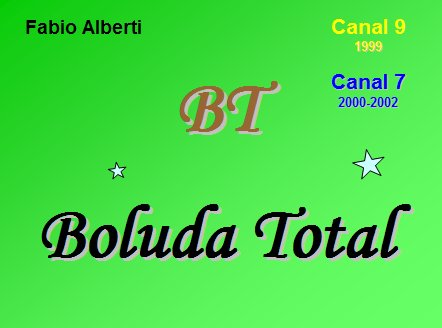
Logo del sketch.

Coty Nosiglia es la conductora del programa Boluda Total. Fabio Alberti, un actor alto y corpulento, interpreta el personaje con una actitud genuinamente femenina, de modales acordes aunque a veces bastante torpe, correspondiente de una mujer de mediana edad, lo que produce un contraste sumamente gracioso.
Boluda Total suele aparecer con una amplia sonrisa tonta, inclinando la cabeza hacia un costado, en gesto de ingenuidad, acompañado a veces con un fruncimiento de la nariz, que intenta ser simpático, pero termina afianzando la personalidad frívola del personaje. Tiene el pelo castaño, tipo paje y con flequillo.
Su vestuario es siempre muy conservador y suelto, compuesto por una falda larga o un pantalón amplio, a veces con aros o algún collar vistosos.

## El programa
El programa Boluda Total es una parodia de cualquier típico programa de televisión por cable dirigido a un público femenino sobre temáticas relacionadas con el hogar. Aunque nunca lo mencione, la sátira más evidente es sobre el famoso programa Utilísima, luego convertido en una señal de cable.
En todo momento se hacen referencias a personajes famosos, en general argentinos y vinculados a la farándula o al deporte. Tal vez la más repetida y la más prototípica haya sido Claudia Albertario, modelo y actriz argentina, presentada como encarnación de la típica modelo superficial, solamente preocupada por su cuerpo y cuyas conversaciones suelen referirse a temas banales. En muchos episodios se hace publicidad de cursos en los cuales ella es profesora, como por ejemplo su curso de telefonía en el que, efectivamente, se aprendía a usar un teléfono en cuatro años con una opción de un posgrado de un año, o el curso de vídeo, el que las materias eran "Play", "Rew", "FF", "Rec", etc.
Los invitados en la gran mayoría de los casos son interpretados por Diego Capusotto, actor y humorista, con el cual Fabio Alberti condujo el programa Todo por dos pesos. Interpretó a un cirujano plástico que buscaba darle un look tipo Marley a la Argentina, a un sociólogo-veterinario que demostró que los dichos populares tienen mucho de verdad, a un investigador que descubrió que "el 98% de las mujeres manejan absolutamente como el orto", etc. También se incluyeron otros invitados, como Andrea del Boca, que hizo un elefante de corcho, el hombre rata, un especialista (nunca se dice en qué), a una psicóloga, e incluso al mismo marido de Coty (cuyo nombre habrá de variar según el programa).

## La revista
Boluda Total también es la revista supuestamente mensual, que se promociona con el programa. Su precio varió durante la serie. En muchos de los primeros episodios fue de $ 282 (equivalente a 282 dólares estadounidenses de ese momento). Su nombre cambió luego a "Coty Va", sobre la cual se aclaraba que era "la misma revista de siempre, pero con el nombre cambiado". Ya en ese momento el costo de la revista era $2 (en referencia obvia al programa, "Todo x $2") y en algunos casos hasta tuvo precio negativo. Los suplementos en general siempre fueron más caros que la revista misma. 
La portada de la revista aparece en cada programa y suele tener una foto de Coty Nosiglia con los titulares de las notas. Algunos de ellos son:
- "Dolores Trull viaja en el Roca y casi la violan".
- "Cólicos renales: ¿Son buenos o malos?".
- "El árbol genealógico ¿se puede cortar?".
- "Pata Villanueva alquila una casa para sacarse fotos donde muestra su propia casa".
- "Cecilia Zuberbühler viaja a vaticano,suele conocer al papa y pregunta por el batata".

El anuncio de la publicidad de la revista muchas veces incluía un error en el mes. El contenido de la revista parodiaba al de las revistas especializadas en farándula. Había una serie de personajes femeninos recurrentes, como Valeria Mazza, Cecilia Zuberbühler, Susana Giménez y Dolores Trull, que siempre eran ridiculizadas en situaciones donde podrían perfectamente ser descriptas como "boludas". Algunos ejemplos son:
- "Susana Giménez cree que Pinochet es un pinocho francés;"
- "A Valeria Mazza le regalan un ejemplar del Martín Fierro y le agradece a APTRA;"
- "Cecilia Zuberbühler toma un curso de molinete antes de su primer viaje en subte."
- "Daniela Cardone mira un episodio de Meteoro y no lo entiende."

El gag del anuncio publicitario al final solía incluir una frase de típico humor de doble sentido porteño, como "pedísela a tu kiosqero, que te la va a dark".

## Las perlitas de Boluda
Una de las secciones del programa es "Las Perlitas de Boluda Total" en las que ella misma comenta sus papelones y torpezas al aire. La palabra "perla" o "perlita" se utiliza en Argentina para indicar algo que vale la pena ser visto o contado, y en este caso la sección es una obvia parodia de la homónima del programa "¡Hola, Susana!", luego devenido "Susana Giménez". En ella Susana Giménez o alguno de sus invitados solían ser mostrados en una situación ridícula. Las secuencias que se ven en Boluda Total supuestamente fueron elegidas con maldad por el equipo de producción, con el fin de burlarse de la conductora, pero a diferencia de las del programa de Susana Giménez son mucho más denigrantes y embarazosas. Lo jocoso es que Coty las comenta como si se tratara de una nota simpática de color. 
Entre las perlitas de Boluda se encuentran:
- El día que la falda se le enganchó en una escalera y quedó semidesnuda, con un extraño calzoncillo largo, llorando y corriendo por el escenario y cayéndose en vivo;
- El día que, durante un alto en la grabación, se sacó un tapón de cera del oído y se lo comió;
- En una sesión de relajación olvidó depilarse y el vello púbico le salía grotescamente entre las piernas;
- En una competencia de autitos de carrera hechos con materia fecal embarró toda la alfombra;
- Se excitó tanto bailando tango con un invitado que se sentó en su falda y empezó a frotarse sexualmente;
- Que se le vieran los testículos a un falso jugador de básquet.

Lo ridículo de las situaciones se exalta además con el hecho de que en la mayoría de las perlitas Coty está con la misma ropa con la que está vestida para conducir el programa, cuando supuestamente fueron filmadas mucho tiempo antes.

## Concurso Boluda Total
En el programa El Resumen de los Medios (América TV), Coty Nosiglia organiza un concurso con votación popular (simulada) por el cual la audiencia elige entre las mujeres de la farándula, a la Boluda Total del Mes y luego a la Boluda Total del Año.

## Para ver y oír
- Boluda Total, Todo X 2 $ (2000), Canal 7, (Fabio Alberti), YouTube
- Una recopilación de algunas tomas del programa y parodias del mismo tipo de humor en